# エリアス・カッツ
エリアス・カッツ（Elias Katz、1901年6月22日 - 1947年12月24日）は、フィンランドの陸上競技選手。1924年パリオリンピックの金メダリスト。

## 経歴
カッツはパリ大会では、3000m障害に出場し、同国のビレ・リトラに次いで銀メダルを獲得。4日後には3000m団体競争に出場、カッツは5位でゴールするも、1位のパーヴォ・ヌルミ、2位のリトラの結果に引っ張られ金メダルを獲得した。
1925年からカッツはドイツのベルリンのユダヤ系のスポーツクラブに所属した。1927年、翌年のアムステルダムオリンピックに出場するべくフィンランドに帰国したが、けがのためにオリンピックに再び参加することはできなかった。
カッツは、1933年までベルリンに滞在していたが、同年にパレスチナに移民する。カッツはイスラエルの1948年ロンドンオリンピックに出場に向けて、イスラエル選手のコーチを務めていた。しかし、1947年12月、映写技師として働いていたカッツは、ガザ近郊の英国軍陣地において、アラブ軍の襲撃に遭い殺害される。イスラエルのオリンピック出場を見届けることなくこの世を去る（イスラエルがオリンピックに初出場したのは1952年ヘルシンキオリンピックである）。
カッツは、1981年に国際ユダヤ人スポーツ殿堂入りを果たす。